# Historia de Sudáfrica

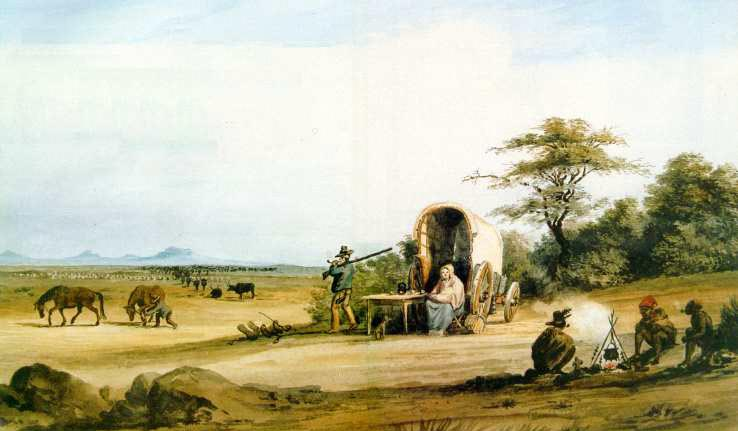
Los sudafricanos blancos siempre han argumentado llegar al mismo tiempo que los negros a esa región. En referencia a los bóeres, como los representados en este cuadro.

Se han descubierto vestigios de homínidos que poblaron el actual territorio de Sudáfrica hace más de tres millones de años. Evolucionaron gradualmente hasta hace un millón de años cuando se hizo presente el Homo erectus en la región. Los primeros conocimientos que se tienen del Homo sapiens datan de hace 100.000 años. 
Los primeros Homo sapiens que se conocieron en el área son las tribus de San, despectivamente conocidos como bosquimanos, los cuales eran principalmente cazadores. Hace unos 2500 años, tribus de bantúes emigraron del delta del río Níger hacia lo que hoy es Sudáfrica y desplazaron paulatinamente a las poblaciones San y Khoi. 
Poco se conoce de esta época, ya que estas tribus no conocían la escritura y el escaso conocimiento que se tiene proviene de hallazgos arqueológicos. Posteriormente emigraron otras tribus a Sudáfrica tales como los xhosas, los zulúes (que prácticamente exterminaron a los khoikhoi y san que habitaban en la región) y otras.
La historia escrita de Sudáfrica, comienza con la llegada de los europeos a la región. Los primeros en incursionar fueron los portugueses, quienes fundaron un asentamiento precursor de Ciudad del Cabo en el Cabo de Buena Esperanza. Los neerlandeses arrebataron la colonia a los portugueses en 1652, establecieron pequeños asentamientos en el cabo de Buena Esperanza y se expandieron hasta formar la Colonia del Cabo. A finales del siglo XVIII los ingleses se apoderaron de la colonia holandesa, transformándose entonces en una colonia británica. La población europea comenzó a expandirse y comenzaron las luchas con los nativos sobre la posesión de la tierra con abundantes bajas en ambos lados. 
Las hostilidades también se iniciaron entre los neerlandeses y los británicos y muchos de estos neerlandeses emigraron y se establecieron en la zona central de la región conocida como Highveld donde formaron cuatro repúblicas. Los neerlandeses, para aquella época conocidos como los bóeres (granjeros, en holandés), tuvieron dos guerras con los británicos, llamadas guerras Anglo-Bóer, que terminaron en la derrota de estos y de sus repúblicas independientes.
En 1910 se configuró la Unión Sudafricana dentro del Imperio británico. A los pobladores de raza negra no se les dio el derecho de voto en esta república y la falta de derechos de los negros y asiáticos continuó erosionando el concepto de Unión.
Los descendientes de los colonos blancos siempre constituyeron una minoría entre los africanos de raza negra, a pesar de ser ambos colectivos inmigrantes simultáneos en la región, previamente territorio bosquimano. Después de la Segunda Guerra Mundial los blancos dictaron sus reglas racistas a través del apartheid, mediante una serie de leyes que establecían la segregación racial. El sistema del apartheid se empezó a cuestionar internacionalmente al comenzar el último cuarto del siglo XX, por lo que el gobierno del Partido Nacional incrementó las sanciones, los arrestos y la opresión contra la población que no era blanca.
En 1990 después de un largo periodo de resistencias, por parte de varios movimientos anti-apartheid (sobre todo el Congreso Nacional Africano) y de la presión internacional por campañas como Free Nelson Mandela, el gobierno del Partido Nacional se vio forzado a dar un primer paso hacia la negociación, aboliendo la prohibición del Congreso Nacional Africano y otras organizaciones políticas de izquierdas y liberando a Nelson Mandela después de veintisiete años en prisión. 
Para la entrega del poder a la mayoría negra se llevaron a cabo negociaciones que incluían el mantenimiento del sistema económico preexistente, la ley de reconciliación y el desmantelamiento del programa nuclear de Sudáfrica para que los africanos no dispusieran de la bomba atómica. La legislación del apartheid fue gradualmente sustituida de los textos estatutarios y se llevaron a cabo las primeras elecciones multirraciales en 1994. El Congreso Nacional Africano (ANC) las ganó con una gran mayoría, y desde entonces se ha mantenido en el poder.
Los habitantes originales de Sudáfrica, los san y khoi, siguen sin tener representación política propia y permanecen marginados en reservas. Las organizaciones en defensa de los San acusa al gobierno del ANC, de ser probantú (en favor de la mayoría negra) y que abandona a las minorías, como los San y khoi, por ser políticamente incómodos, al restar legitimidad política a las pretensiones del ANC, los cuales hacen una falsa implicación de que la población negra (bantú) es la original de Sudáfrica.

## Prehistoria
Poco se sabe sobre Sudáfrica antes de la aparición del homo sapiens. Los hallazgos arqueológicos de 1998 en Sterkfontein, cerca de Johannesburgo, Makapansgat, etc. revelan que homínidos Australopithecus africanus vivían en la zona denominada Highveld hace por lo menos tres millones de años. El homo erectus aparece hace un millón de años, habiéndose encontrado sus restos en esta zona, así como en otras regiones de África, Europa y Asia. Hallazgos fósiles obtenidos en el río Klasies en la provincia del Cabo del Este, indica que el homo sapiens pobló esta región hace unos 100 000 años.

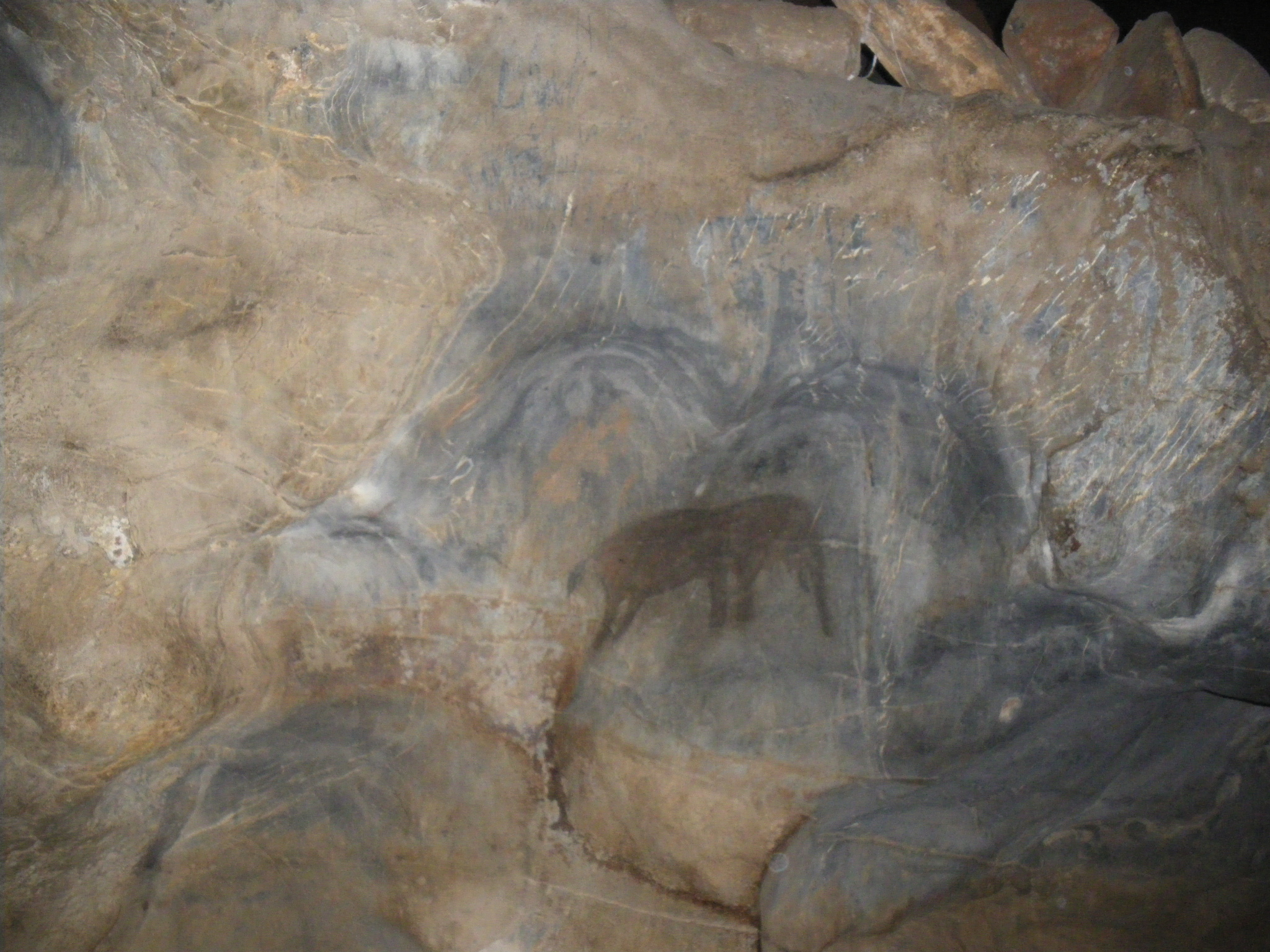
Pintura prehistórica representando un elefante a la entrada de las grutas del Cango

Los primeros homo sapiens que poblaron Sudáfrica probablemente serían antepasados de los San o Kung-san, despectivamente conocidos como bosquimanos, una raza nómada y hábiles cazadores-recolectores. Sentían un gran respeto por la naturaleza, y parece que vivieron durante siglos en convivencia con el medio ambiente, si bien no se conoce mucho acerca de ellos, dados los escasos vestigios arqueológicos encontrados. 
Con alguna certeza se sabe que los San se establecieron desde hace 25.000 años. Actualmente un pequeño número de San todavía viven en Sudáfrica, siendo su cultura una de las más antiguas del mundo que han existido continuamente.
Alrededor de 500 a. C., algunos grupos de hoisan comenzaron a dedicarse al pastoreo, dejando la caza como actividad secundaria, el cambio de sociedad introdujo conceptos como la propiedad privada, referente a los pequeños rebaños de cabras y bueyes. Aparecen los primeros jefes tribales; y pasan a denominarse Khoikhoi (hombres de los hombres), en contraposición a sus hermanos San, cazadores-recolectores, conocidos despectivamente por los europeos como  bosquimanos.
Los Khoisan pastoriles conocidos como Khoikhoi (hombres de hombres) comenzaron a llegar al sur hasta lo que hoy se conoce como cabo de Buena Esperanza. Estos nuevos emigrantes se mezclaron con los cazadores bosquimanos, conocidos como San, al punto que es difícil trazar una línea de distinción entre los dos grupos, los cuales son conocidos hoy en día como Khoisan. Con el tiempo estos pobladores se comenzaron a establecer en la costa, si bien algunos quedaron en el interior del país.

## Época antigua

### Expansión bantú
Por esa época grupos bantús comenzaron a llegar a Sudáfrica. Originarios del delta del río Níger en África Occidental, emigraron hacia el sur y hacia el este, llegando hasta la provincia de KwaZulu-Natal alrededor del año 300 d.C., y la provincia de Limpopo hacia el año 500 d.C. En su mayoría provenían de la región de los Grandes Lagos de África, como Buganda o Bunyoro, estableciendo reinos suajilis en el sur de África. Los bantúes no solo criaban ganado, sino que también conocían la agricultura. 
Estos pueblos bantúes se fueron imponiendo a grupos de otros orígenes genéticos principalmente pueblos Khoisan, sudánicos y pigmeos, etc. La emigración bantú fue paulatina y no en grandes masas. Algunos grupos, los ancestros de la gente nguni (zulús, xhosa, suazi y ndebele) prefirieron vivir en la costa. Otros, conocidos actualmente como los Sotho-tsuana (tsuana, pedi y basotho) se establecieron el Highveld, mientras que las tribus Venda, Lemba y Shangaan-tsonga eligieron ubicarse en el noreste de Sudáfrica.
No se conoce qué tipo de contacto tuvieron los pueblos bantúes recién llegados y la población Khoisan autóctona. Sin embargo, hay una evidencia de integración en la lengua bantú que incorpora el chasquido de la lengua como consonante característico de la lengua khoisan, lo cual sugiere un contacto prolongado, incluso matrimonios mixtos y asimilación lingüística parcial. Igualmente, se han descubierto numerosos artefactos khoisan en los poblados bantú.
Muchos descendientes de las primeras tribus de origen bantú en llegar a Sudáfrica, muestran ascendencia San o Khoi pero sólo en su ADN mitocondrial, heredado. El ejemplo más famoso es el expresidente sudafricano Nelson Mandela, de etnia xhosa, pero con ADN de origen San.

## Colonización

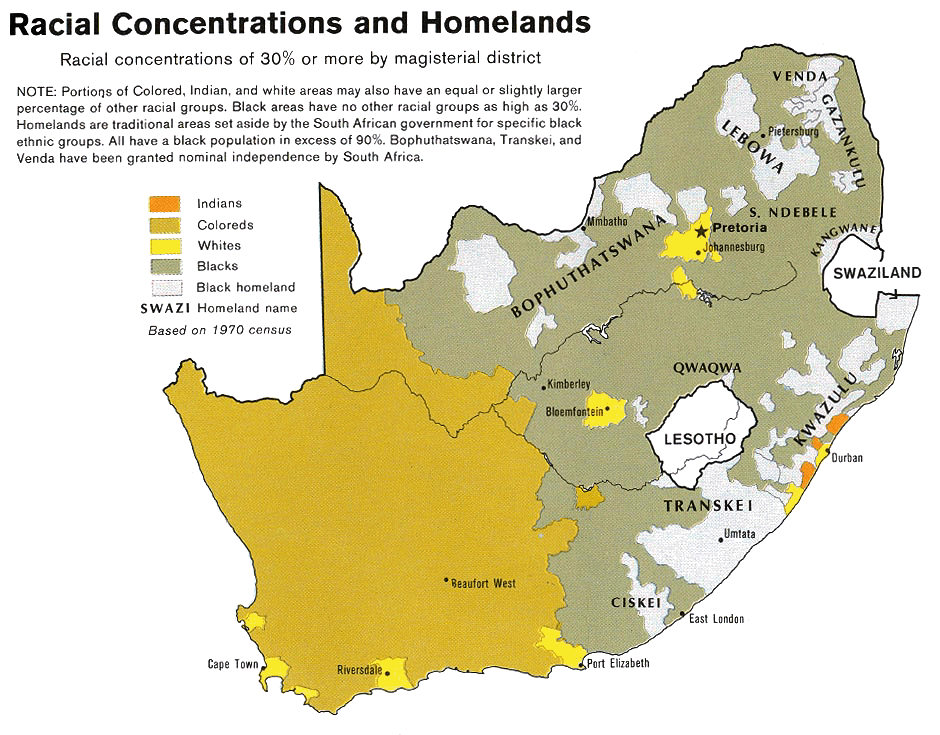
Mapa racial y demográfico de Sudáfrica de 1979 basado en el censo de 1970.

### Expediciones europeas
Poco es conocido de la historia de Sudáfrica desde 500 años a.C. hasta la llegada de los europeos. Los primeros en llegar a esta región fueron los portugueses, quienes estaban en la búsqueda de una ruta marítima a la India y a Asia, que reemplazara la costosa y larga ruta terrestre a través del Asia central. En 1487, el navegante Bartolomé Díaz dio vuelta al cabo de Buena Esperanza. 
Once años después, en 1498, Vasco de Gama navegó por la misma ruta, pero se adentró más hacia el oriente. En su ruta hacia la India desembarcó y exploró Sudáfrica y Mozambique, aunque los portugueses mostraron interés en colonizar esta región crucial en la ruta a la India el mal tiempo que reina normalmente en la zona y la costa rocosa del Cabo, eran un peligro para sus naves y las ocasiones que trataron de comerciar con los Khoikhoi terminaron en el asesinato de decenas de miles de africanos. La costa de Mozambique, por el contrario, era mucho más atractiva para ser utilizada como base y adicionalmente allí se descubrieron yacimientos de oro.
Los portugueses tuvieron poca competencia en estas rutas hasta el siglo XVI, cuando los ingleses y los neerlandeses comenzaron a penetrar estas regiones. El tráfico de naves en el cabo de Buena Esperanza comenzó a aumentar y la región se convirtió en un punto regular de parada para reponer provisiones frescas a tripulaciones frecuentemente atacadas por el escorbuto. En 1647, una nave holandesa naufragó en la bahía de la ciudad del Cabo y su tripulación construyó un fuerte que ocuparon durante un año. 
Poco después, la Compañía Holandesa de la India Oriental decidió establecerse en ese lugar permanentemente. La Compañía holandesa, una de las más poderosas de la época, que cubría la ruta de las especias hacia el este, no tenía intenciones de colonizar la región, sino que más bien lo que intentaba era tener una base segura para suplir a los barcos en su ruta hacia Oriente. Con este fin, una pequeña expedición de neerlandeses al mando de Jan van Riebeck llegó a Table Bay el 6 de abril de 1652.

### Se establecen los neerlandeses

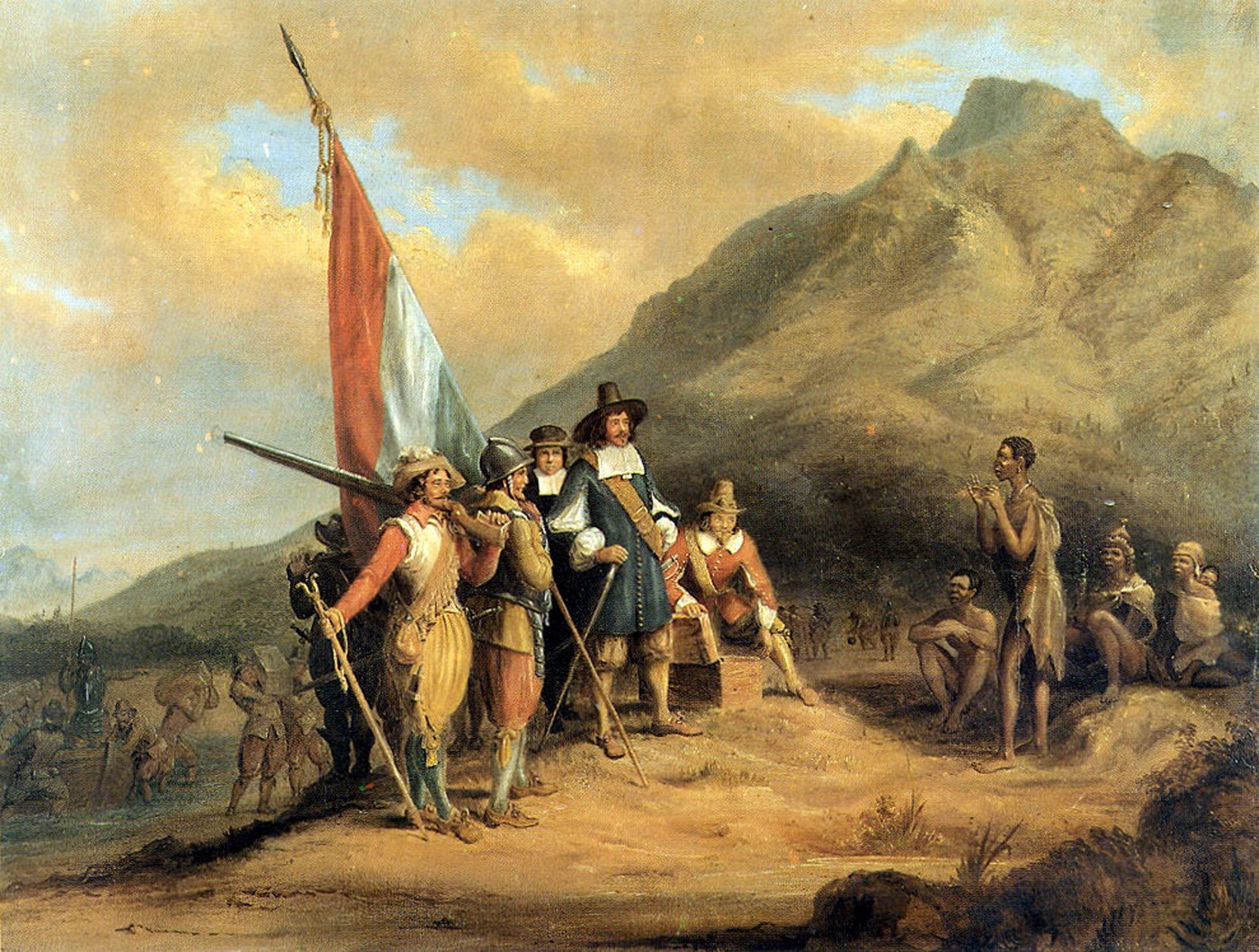
Pintura de la llegada de Van Riebecke a Sudáfrica.

Si bien los neerlandeses se veían obligados a comerciar con los khoikhois, la relación no era amistosa. Los neerlandeses recurrieron a traer agricultores, miembros de la iglesia reformista calvinista de Holanda y numerosos alemanes. 
En 1688, a los neerlandeses y alemanes, se les unieron los hugonotes franceses, también calvinistas, para surtir a la Compañía con sus productos, se instalaron en la actual Ciudad del Cabo y empezaron a utilizar esclavos del sur y el sureste de Asia (principalmente de la India, pero también de las actuales Indonesia, Bangladés, Sri Lanka y Malasia y del sureste de África Madagascar y Mozambique.
Además, la Compañía poseía poderes cercanos a los de un gobierno: incluyendo la potestad de declarar la guerra, encarcelar y ejecutar convictos, negociar tratados, acuñar su propia moneda y establecer colonias.Al mismo tiempo servía como aprovisionamiento a los barcos neerlandeses que se dirigían desde la costa malaya a las aquellas factorías esclavistas ubicadas más al norte propiedad de la Compañía Neerlandesa de las Indias Occidentales en la denominada Costa de los Esclavos, la cual se sitúa en las costas de las actuales Ghana, Benín, Togo y Nigeria.
En adición a los establecimientos neerlandeses comenzaron a traer esclavos principalmente de Madagascar y de Indonesia. Algunos de estos esclavos se mezclaron con los europeos y su descendencia fue lo que se llamó colorados del Cabo o colorados malayos. Con la adición de los esclavos las tierras ocupadas por la Compañía se extendieron hacia el norte y hacia el este y la guerra con los Khoikhoi se hizo inevitable. Los Khoikhoi fueron obligados a replegarse al ser diezmados por la superioridad en armamento de los neerlandeses y por enfermedades introducidas por los europeos. 
Las guerras de guerrillas de los Khoikhoi duró hasta el siglo XIX hasta desaparecer las cuatro quintas partes de la población nativa.Los sobrevivientes fueron esclavizados por los neerlandeses en 1730 y trabajar para los europeos, los cuales también se mezclaron con los neerlandeses dando origen a los denominados colorados.
Entre las tribus Khoikhoi los más conocidos eran los griqua, quienes habían vivido originalmente en la costa este la bahía de Santa Elena y las montañas Cederberg. En el siglo XVIII lograron obtener armas y caballos y se dirigieron hacia el nordeste. En su ruta se les fueron agregando colorados y otros grupos de Khoisan y hasta incluso aventureros blancos, llegando a crear una fuerza militar considerable. Finalmente llegaron al Highveld cerca de lo que denomina Kimberley, donde se establecieron en el territorio que se llama Griqualand (Gricualandia).
Las tribus nguni en KwaZulú-Natal comenzaron a unirse para formar un estado centralizado y militarista. Detrás de esta organización estaba Shaka Zulú, el hijo del jefe de un pequeño clan zulú. A través de diferentes batallas Shaka Zulú fue gradualmente consolidando su poder y formando un poderoso ejército, el cual lanzó a una conquista implacable. Todos los que se le enfrentaban eran esclavizados o ajusticiados. 
Lo mismo ocurría con los miembros de su propio ejército. La derrota en combate significaba la muerte. En 1828 Shaka Zulú fue asesinado por sus medios hermanos, Dingane, Umthlanga (Langane) y Mbopha. El primero se proclamó rey, pero relajó la disciplina del ejército y trató de establecer relaciones con los comerciantes británicos en la costa de Natal. Sin embargo, para aquel entonces, otros eventos se estaban desarrollando que terminaría con la independencia de los zulús.

### Los británicos en el Cabo
A finales del siglo XVIII, el poder mercantil de Holanda comenzó a disminuir, mientras el de los británicos aumentaba. En esta situación los británicos optaron por tomar posesión del Cabo hasta entonces en posesión de los neerlandeses, en 1806 Gran Bretaña invade y conquista la colonia en el marco de las guerras napoleónicas.
Posteriormente y por un breve tiempo, los neerlandeses volvieron a tomar posesión del Cabo hasta la definitiva conquista británica en enero de 1806, convalidada en 1814 tras el fin de las guerras napoleónicas.
Para aquella época la colonia contaba con 25.000 esclavos, 20.000 colonos blancos, 15.000 Khoisan y 1.000 esclavos liberados. 
Para la década de 1820 el poder en Ciudad del Cabo lo poseían los colonos blancos y la discriminación racial estaba fuertemente arraigada. Fuera de Ciudad del Cabo, en el interior de Sudáfrica, existían diversas poblaciones de blancos y negros totalmente segregados y aislados.
Al igual que los neerlandeses, los británicos tenían poco interés en esta región para colonizarla, siendo su única intención mantener posesión del puerto estratégicamente situado. Una de las primeras tareas fue la de resolver el conflicto entre los bóeres y los xhosa sobre territorios al este de la colonia. En 1820, unos 5.000 británicos ocuparon el área que separaban a los bóeres de los xhosa, con la idea de crear una zona franca ocupada por los británicos. Esto no se logró, por lo que la mayoría de estos inmigrantes se retiraron y establecieron en las ciudades principalmente Grahamstown y Port Elizabeth.
Si bien la disputa no fue resuelta, la llegada de estos británicos estableció la presencia de Gran Bretaña en la región, rompiendo la relativa hegemonía que reinaba en este lugar hasta entonces. Las costumbres e ideas de los bóeres no habían sufrido cambios por muchos años, pero con la llegada de los británicos, la situación cambió radicalmente, al enfrentarse dos culturas y al haber dos grupos que hablaban diferente idioma. 
El resultado de esto fue que los británicos paulatinamente fueron poblando las ciudades dominando la política, el comercio, las finanzas, la minería y la industria, mientras que los bóeres, con muy inferior educación, fueron relegados a la agricultura y ganadería. Muchos de los granjeros bóeres urgían a marchar a través del Swellendam al río Zwartkops para reclutar voluntarios de la frontera pero la superioridad armamentista británica acabó con su formaciones. Los bóeres intentaron regresar a sus granjas pero estas habían sido incautadas por la Armada Británica, causando un éxodo masivo de bóeres hacia la meseta del centro del país.
La brecha entre los británicos y los bóeres se extendió, por cuanto los bóeres consideraban como un mandato divino la superioridad de los blancos y la existencia de la esclavitud. En 1841 los británicos, que a su vez también creían en la superioridad de la raza blanca, promulgaron la Ley de Dueños y Sirvientes que favorecía a los bóeres, dado que perpetuaba el control de los blancos en la región. Mientras tanto la población británica comenzó a crecer considerablemente en Ciudad del Cabo y Transvaal con el descubrimiento de yacimientos de oro y diamantes.

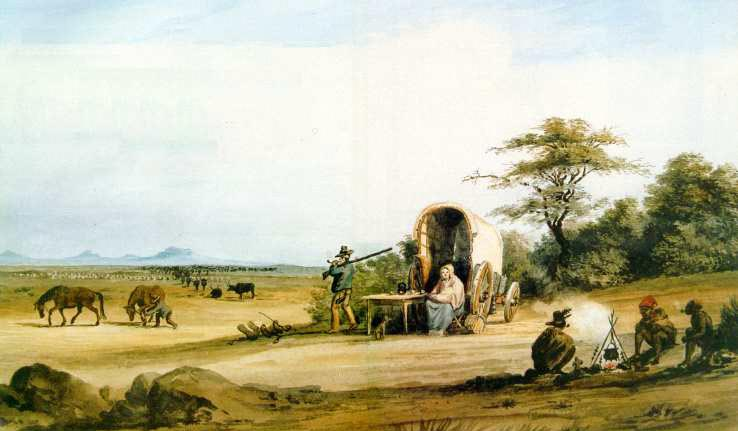
Pintura sobre los primeros bóeres.

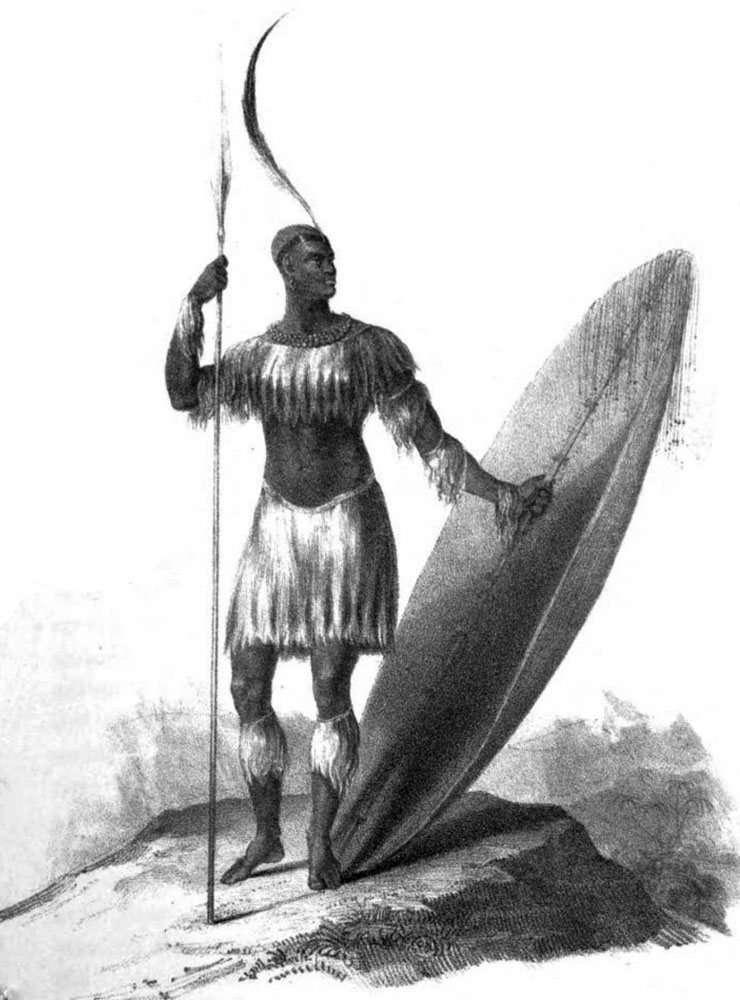
El rey Shaka en atuendo militar.

El descubrimiento de los yacimientos de oro y diamantes y la rivalidad entre británicos y bóeres traería consecuencias funestas para los africanos. La migración forzada de la gente no caucásica hacia las zonas centrales de Sudáfrica, llamada localmente difaqane, acabaron con el reinado zulú establecido a principios del siglo XIX. 
Las migraciones bóeres al centro del país, tras la conquista británica de la costa del Cabo y la expulsión de los bóeres de sus granjas llevó a una migración masiva de los mismos hacia las mesetas centrales; ello llevó a una migración en cadena: los bóeres en la costa fueron desplazados por el ejército británico y estos a su vez desplazaron a las poblaciones nativas del centro del país llevando a un masivo movimiento migratorios forzados entre los pueblos del África austral desde 1810 hasta aproximadamente 1870, durante el cual se produjo el desplazamiento y reasentamiento de grandes poblaciones en una amplia área de la región.
A medida que los granjeros se expandían hacia el centro de la región comenzaron a llevar una vida pastoral, no muy diferente de los khoikhoi que iban desalojando. En adición al ganado, traían normalmente una carreta, una tienda de campaña, un fusil y una biblia. Estos fueron los primeros bóeres, completamente independientes de un poder central, aislados del resto de la región.
Los bóeres continuaban manifestando su desagrado con el régimen británico que gobernaba la Colonia del Cabo lo que condujo a multitud de bóeres que vivían en los territorios orientales de la Colonia Británica del Cabo de Buena Esperanza hasta territorios del interior de África situados al nordeste del río Orange. Se calcula que de 1835 a 1843 entre 112 y 15 mil afrikáneres tomaron parte en dicha migración.
En 1836, varios grupos de estos y un gran número de Khoikhoi decidieron emprender una larga marcha hacia el interior de Sudáfrica en busca de mayor independencia. En las llanuras que se forman al norte y este del río Orange, en la frontera de la Colonia del Cabo, parecieron haber encontrado la tierra prometida. Las vastas llanuras, poco habitadas, era ideales para la cría de ganado. Sin embargo, lo que no sabían los emigrantes es que los habitantes de aquellos lugares eran los habitantes desplazados por el difaqane.
Con la excepción de la tribus nbedele, los bóeres no encontraron gran resistencia por parte de los grupos que ocupaban estas tierras. Eran grupos no muy numerosos y faltos de armas y caballos. La condición débil de estos habitantes convenció a los bóeres. Sin embargo, en las montañas donde el rey Moshoeshoe I formaba la nación Basotho, que posteriormente sería conocida como Lesoto y los valles bosquíferos de la tierra de los zulús, la situación era diferente, ya que estos sí presentaron fuerte oposición y la zona se mantuvo en guerra de guerrillas por un periodo de cincuenta años.
Hubo una enorme resistencia a la ocupación por parte de los bóeres de Graaff-Reinet, que sin embargo fue aplastada por las tropas británicas, resultando en la destrucción de la mayoría de granjas bóeres. Los agravios de los nuevos gobernantes británicos continuaron creciendo: en 1822 el idioma inglés fue declarado la única lengua del gobierno y los tribunales, y en 1828 se proscribió el uso del idioma neerlandés en la administración y la iglesia. 
En 1837 en Bloemfontein se estableció la primera república bóer. A raíz de desacuerdos entre los dirigentes de los bóeres, varios grupos se separaron, dirigiéndose algunos hacia el norte cruzando el Drakensberg hacia Natal, con la idea de crear otra república en esa región. Esta era, sin embargo, tierra zulú y el líder bóer Piet Retief visitó al rey zulú Dingane esto llevó a una guerra que se produjo el 16 de diciembre de 1838 en la batalla del Río Ncome en Natal. Varios bóeres fueron heridos, pero millares de zulús fueron muertos, creando la leyenda que el río Ncome se volvió rojo por la sangre derramada.
Después de esta victoria, que principalmente se debía al mejor armamento, los bóeres se convencieron de que su expansión estaba guiada por inspiración divina. Sin embargo, sus esperanzas de establecer una república en Natal se vieron prontamente frustradas cuando en 1843, los británicos se apoderaron de la región y crearon la Colonia de Natal, la cual se conoce hoy en día como Durban. Los bóeres se vieron, por tanto, apresados entre dos bandos. Por una parte los británicos y por otra parte los nativos. Finalmente emigraron hacia el norte de la tierra que habían ocupado.

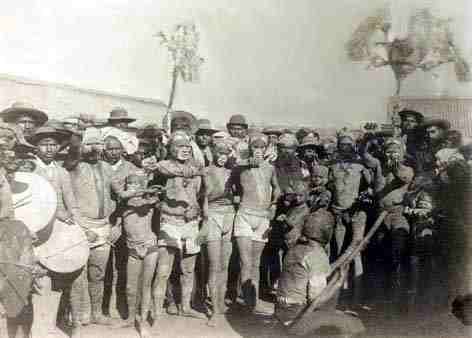
Indios llegando a Durban.

Los británicos establecieron plantaciones de caña de azúcar en Natal, pero no lograron despertar mucho interés en los zulús para trabajar dichas plantaciones. Es así que decidieron traer inmigrantes indios, los cuales comenzaron a llegar en 1860 y siguieron creciendo hasta alcanzar una población de 150.000 trabajadores indios. 
En 1893, cuando Mahatma Gandhi llegó a Durban, la población india era mayor que la blanca. Si bien la esclavitud había sido formalmente abolida los indios fueron llevados a la fuerza a las colonias en el sur de África bajo nuevas figuras legales.

### Las repúblicas bóeres

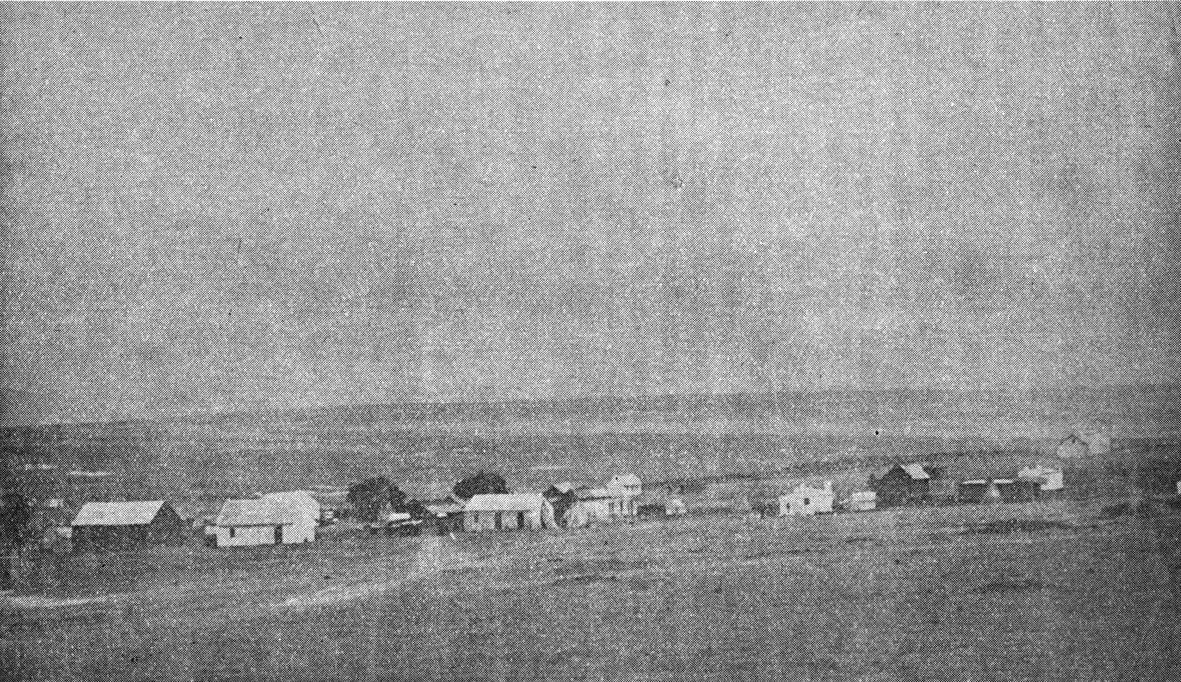
Una granja en Witwatersrand donde se encontró oro en 1886.

Los bóeres mientras tanto continuaron su búsqueda de tierra y libertad y finalmente se establecieron en Transvaal y en el Estado Libre de Orange, los bóeres no eran muy numerosos, no tenían ninguna industria y escasa agricultura. Una serie de conflictos armados debajo intensidad tuvieron lugar entre el Imperio británico y los colonos de origen neerlandés.
En 1869 se produce un hecho que tendría una influencia enorme en la región con el descubrimiento de yacimientos de diamantes en Kimberley. Los yacimientos estaban en tierras pertenecientes a los Griqua, las cuales reclamaban como propias los estados de Transvaal y Orange. Gran Bretaña rápidamente actuó anexándose las tierras tras derrotar a los bóeres y forzó la rendición de los granjeros que fueron capturado junto a sus 4000 hombres y sus familias, enviados a las Guyanas británicas a Miles de kilómetros.
El descubrimiento de diamantes en Kimberley atrajo numerosos europeos y trabajadores negros a la región. Comenzaron a aparecer poblados donde la separación de blancos y otras razas no era debidamente respetada como exigían los bóeres. Por esta razón y por el hecho que sus repúblicas se estaban empobreciendo, no obteniendo beneficio alguno de las riquezas de los diamantes de la zona ocupada por los británicos, aumentó la frustración y el resentimiento de los bóeres.

### Las Guerras Anglo-Bóer

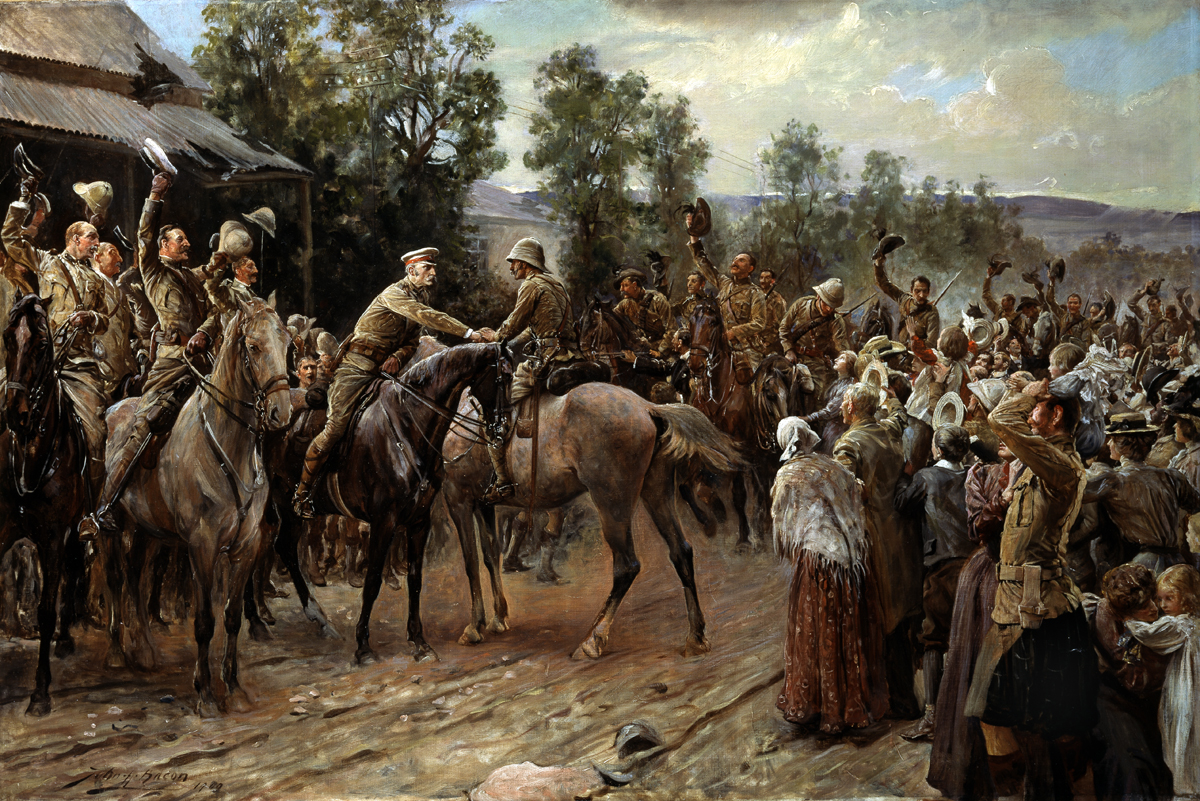
La liberación de Ladysmith en donde George White saluda al mayor Huber Gough el 28 de febrero.

El resentimiento de los bóeres se transformó en una rebelión en el Transvaal y la primera guerra anglo-bóer, conocida como Guerra de la Independencia por los Afrikaaners, estalló en 1880. Fue una guerra muy corta con la victoria decisiva de los bóeres en Majuha Hill a principios de 1881 siendo designado presidente Paul Kruger. Mientras tanto los británicos que habían considerado su derrota en Majuba como una aberración, seguían con su empeño de crear una federación entre las colonias de Sudáfrica y las repúblicas bóeres.
En 1879 el Zululand cayó bajo el dominio de los británicos. En 1886, se descubrieron yacimientos de oro en Witwatersrand acelerando el proceso de federación y propinando a los bóeres otro golpe más. La población de Johannesburgo en los años 1890 ya alcanzaba a más de 100.000 personas. Durante la llamada Guerra de los Bóeres 26.000 afrikaners murieron en campos de concentración erigidos por los británicos; sumado a otros casi 50.000 en su mayoría mujeres y niños asesinados en cautiverio por los británicos durante la segunda guerra Bóer, alrededor de un tercio de la población total afrikáner.
Los 110 campos de concentración albergaron a la mayoría de la población civil bóer del Estado Libre de Orange y de Transvaal, unas 119.000 personas. También se recluyó en los campos a 43.000 africanos, familias enteras que servían a los bóeres. Paralelamente el ejército británico se arrasó con las propiedades bóeres, y decidió privarlos de sus medios de subsistencia, adoptando entre otras medidas drásticas la confiscación de ganado, el envenenamiento de pozos y canales de riego y la quema de cosechas, en una táctica de tierra quemada. En total 30.000 granjas bóeres y 40 ciudades fueron destruidas, 116.572 hombres, mujeres y niños bóeres junto con 120.000 africanos fueron expulsados de sus tierras y hogares, o deportados por el ejército británico.
La inmensa riqueza que representaban los yacimientos de oro era un elemento irresistible para los británicos. En 1895 un grupo de renegados dirigidos por un capitán llamado Leander Starr Jameson invadió las dos regiones regida por los bóeres, con la intención de crear un levantamiento en Witwatersrand e instalar un gobierno británico. El esquema fue un fiasco, pero al presidente Kruger de la República de Sudáfrica, le resultaba obvio que Jameson tenía, al menos, la aprobación tácita del gobierno británico de la Colonia del Cabo. Viendo que la república estaba en dificultades forjó una alianza con el Estado Libre de Orange, también regentado por bóeres.

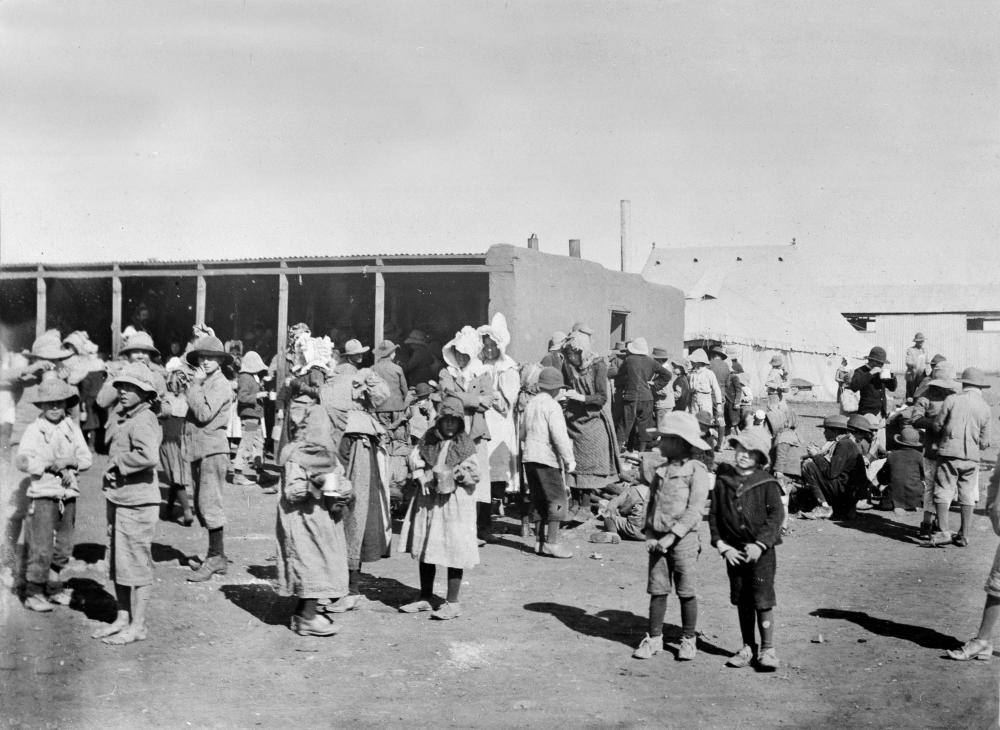
Campo de concentración para mujeres y niños bóeres.

La situación llegó a un clímax cuando los británicos exigieron el derecho al voto a 60.000 habitantes blancos que vivían en la República de Sudáfrica,[cita requerida] los cuales, hasta entonces, no tenían tal derecho. Kruger no aceptó las demandas de los británicos y exigió el retiro de las tropas británicas acantonadas en la frontera con la República de Sudáfrica.
Cuando los británicos rechazaron tal demanda, Kruger declaró la guerra. Esta vez, sin embargo, los británicos estaban mejor preparados, saliendo victoriosos de la contienda siendo Pretoria el último punto de resistencia, la cual se rindió en 1900 a las tropas británicas. No obstante, la guerra de guerrillas continuó por dos años más. En esos años un total de 26.000 bóeres murieron por enfrentamientos, enfermedades o en los campos de concentración, donde los ingleses recluyeron a casi toda la población bóer en lamentables condiciones. El 31 de mayo de 1902, una paz superficial se logró mediante el Tratado de Vereeniging, mediante el cual los bóeres reconocieron la soberanía británica, el país había sido destrozado por los estragos de la guerra.
La Fiebre del Oro de Witwatersrand fue un factor principal que contribuyó a la fracasada incursión de  los británicos conocida como expedición de Jameson de 1895 a 1896, y al estallido de la Segunda Guerra Anglo-Bóer en 1899. Durante los años siguientes a la guerra, los británicos ocupan las minas de Witwatersrand que producían un tercio del total de oro que se extraía en el mundo. El resentimiento bóer por el gran número de extranjeros llamados Uitlanders en el Witwatersrand condujo a pesados impuestos y la negación de derechos electorales para los mineros de oro, y en respuesta los uitlanders y los dueños británicos de las minas comenzaron a presionar por el desbaratamiento del los derechos de los Bóer.
Los británicos  construyeron campos de concentración donde fueron. Alojados por la fuerza los bóeres un total de 45 campos de tiendas para los internados bóeres y 64 para los africanos. Los campos de los bóeres albergaban fundamentalmente a ancianos, mujeres y niños, ya que de los aproximadamente 28.000 hombres bóeres fueron tomados prisioneros de guerra, 25.630 fueron enviados a campos en el extranjero, mientras que otros 37.000 hombres y niños jóvenes fueron enviados a las minas de diamantes del centro del país.
Los últimos bóeres se rindieron en mayo de 1902 y la guerra finalizó con el Tratado de Vereeniging, la paz que daba el tratado era sumamente frágil. Los afrikáneres se vieron en la posición de ser agricultores pobres en una nación que les excluía de la explotación de los yacimientos de oro y obligados a pagar las reparaciones de guerra. También resentían profundamente los intentos fallidos de los británicos de imponer sus costumbres e idioma. Para los bóeres el afrikáans vino a representar el símbolo de la nación afrikáner y una ola de nacionalismo comenzó a expandirse por la región.
La población negra y coloureds (mestizos) estaban totalmente marginadas. Los impuestos eran altos, los salarios muy reducidos y la administración británica incentivó la inmigración de millares de chinos a la región para silenciar las protestas de los trabajadores. En 1906 se produjo lo que se denominó la rebelión de Bambatha en la cual 4.000 zulús murieron en los disturbios que se produjeron en protesta por el incremento en los impuestos. Después de varios años de negociaciones, en 1910 la Ley de la Unión fue aprobada, uniendo a la Colonia del Cabo, Natal, Transvaal y el Estado Libre de Orange en un sola colonia llamada Unión Sudafricana, bajo la cual todo el territorio estaría bajo la administración británica, concediendo cierta autonomía a los afrikáneres. Los territorios de Basotholand (actualmente Lesoto), Bechuanaland (actualmente Botsuana), Suazilandia y Rodesia (actualmente Zimbabue) continuaron bajo el dominio de los británicos.
Por presión de los bóeres las autoridades británicas aprobaron la Ley de Tierras Nativas, el 19 de junio de 1913, tras ello la mayoría de la población negra que constituía el 90% de la población fue despojada de sus tierras, fuente de su alimento y lugar donde habían vivido sus familias durante generaciones, la ley prohibía además a las personas negras poseer, arrendar, heredar o comprar tierras. Más de 120 millones de hectáreas fueron despojadas de sus dueños negros y transferidas forzosamente a la minoría blanca, gran parte de las mejores propiedades quedaron en manos de unos doscientos de terratenientes blancos.
El afrikáans no fue reconocido como oficial sino hasta 1925. A pesar de las campañas de los negros y coloureds por el derecho al voto, este derecho se mantuvo solo para los blancos y únicamente los blancos podían ser miembros del parlamento. Durante casi un siglo, la raza fue el principal estructurador sociopolítico y económico de Sudáfrica.
El objetivo de los sucesivos gobiernos sudafricanos especialmente desde 1948 cuando al Partido Nacional accede al poder se centraba en preservar un Estado controlado por los blancos, se sustentaba sobre la discriminación racial sobre la base a la creencia de la superioridad blanca y la superioridad y predestinación a la tierra de sus líderes basadas en el cristianismo calvinista.

## SigloXX
Con la Sudáfrica británica las tensiones entre bóeres y británicos se incrementaron casa vez más. El 15 de septiembre de 1914 comenzó la rebelión de Maritz, también conocida como la revuelta de los bóeres o de los cinco chelines por parte de la minoría Bóer contra las autoridades coloniales británicas. La rebelión fracasó, con al menos 124 de los 12.000 rebeldes muertos en batalla, otros 300 muriendo durante una retirada al desierto de Kalahari y al menos 229 heridos.
En 1921 surge la Rebelión del Rand un levantamiento de mineros bóeres en la región de Witwatersrand en Sudáfrica, que comenzó en diciembre de 1921 y terminó en marzo de 1922. El conflicto inició en diciembre de 1921, las empresas mineras intentaron recortar sus costos operativos reduciendo los salarios. La rebelión comenzó como una huelga de mineros blancos el 28 de diciembre de 1921 y poco después se convirtió en una rebelión abierta contra el Estado.  
Al poco tiempo, los trabajadores huelguistas, tomaron todas las ciudades del centro del país entre ellas Benoni y Brakpan, así como los suburbios Fordsburg y Jeppe en Johannesburgo.
El primer ministro Jan Smuts aplastó la rebelión al desplegar más de 20.000 soldados, que equipaban una considerable carga de artillería y carros de combate. Después de que los rebeldes se concentrarán en Fordsburg Square el encargado británico del gobierno encargó a la Fuerza Aérea Sudafricana el bombardeo de los Miles de civiles concentrados en la plaza. Del 15 al 19 de marzo de 1922, las tropas sudafricanas despejaron las zonas de francotiradores y realizaron registros casa por casa en las propiedades de los rebeldes. 
Varios líderes comunistas y sindicalistas, incluidos los promotores de la huelga Percy Fisher y Harry Spendiff, fueron asesinados cuando las Fuerzas de Defensa de la Unión aplastaron la rebelión.
Las acciones de Smuts provocaron una reacción política negativa, y en las elecciones de 1924 su Partido de tendencia probritánica perdió ante una coalición del Partido Nacional y el Partido Laborista. Bajo instrucciones de la Comintern, el CPSA invirtió su actitud hacia la clase obrera blanca y adoptó una nueva política de 'República Nativa'. Otros bóeres más radicales desertaron del partido para formar otro nuevo llamado Partido Nacional.
Debido al descontento general de los blancos con los problemas políticos y económicos derivados del apoyo a Gran Bretaña en la Segunda Guerra Mundial, el gobierno británico encabezado por el conservador Neville Chamberlain decidió una reorganización general de los distritos electorales implementando un sistema uninominal que favorecía a la minoría afrikanner, los distritos de mayoría afrikanner que representaban el seis porciento de la población total de la Unión Sudafricana obtuvieron una cantidad de escaños desproporcionada con 80 escaños en el parlamento asignados. 
En tanto los colured, personas negras y minorías asiáticas perdieron el derecho a voto. Semanas antes de los comicios una fuerte campaña de la iglesia reformada neerlandesa, de origen calvinista llamo a votar por el Partido Nacional - varios  de sus miembros eran pastores de dicha iglesia, y a predicar a favor de la segregación racial como modo de vencer al comunismo que representaría el Partido Laborista y la alianza del PU.
El Partido Nacional fue apoyada por grandes terratenientes y empresa mineras claves en la economía africana ya que la política de liberalización comercial favorecía a los exportadores de diamantes y oro y el apartheid servía a los intereses económicos de ciertos grupos, ya que agricultores de las zonas septentrionales del país dependían de la mano de obra negra barata para maximizar sus beneficios, mientras que los blancos de clase trabajadora que vivían en las zonas urbanas temían la competencia laboral de trabajadores negros libres, por último las grandes empresas mineras se beneficiaban en sus balances de un sistema de cuotas de trabajo obligatorias de la población negra que no recibían recompensa económica por su labor.
Desde el comienzo de siglo las condiciones se volvieron más duras para la mayoría negra que constituía el noventa porciento de la población. En 1870 las autoridades coloniales prohibieron la convivencia interracial en la colonias de África Austral, un año después se establecía la quita forzosa de toda tierra propiedad de los negros y su desplazamiento, siendo limitada la propiedad a grupos blancos. 
Para 1875 los negros no podían poseer propiedades o tierras en todo África Austral,se les negaba el voto en el Transvaal y el Estado Libre de Orange y bajo ciertas condiciones, con base en las propiedades que tenían, se les concedían derecho al voto en la Colonia del Cabo. Nuevas leyes fueron promulgadas que todavía oprimían más a las poblaciones no blancas. Por ejemplo, los negros no tenían derecho a la huelga y estaban relegados a las tareas manuales, no podían enrolarse en el ejército y debían estar provistos de pases para poder tener acceso a ciudades u otros lugares del país.
En 1939 se promulgó una ley que reservaba el ocho por ciento del territorio de Sudáfrica a los negros. Los blancos se les daba el dominio sobre el 92% del territorio. Los africanos negros no podían comprar, rentar, ni inclusive cultivar tierras fuera de las asignadas. Millares de negros fueron sacados de granjas y forzados a emigrar a estas zonas asignadas a ellos, cada vez más superpobladas y empobrecidas. Finalmente se fue perfeccionando el sistema de segregación racial que separó a las personas por su color de piel en Sudáfrica y la Namibia ocupada. Este sistema provocó la creación de lugares separados para los diferentes grupos raciales, lo que generó desplazamiento forzado de entre  4 y 7 millones de africanos negros. 
Los negros y las llamadas "gentes de color" comenzaron a organizarse y empezaron a surgir algunos líderes tales como John Jabavu, Abdulla Abdurahman y Walter Rubusana. El más influyente en aquella época fue, Pixley ka Isaka, un graduado de la Universidad de Columbia, quien en 1923 organizó el Congreso Nacional Africano. Paralelamente Mahatma Gandhi trabajaba a favor de la población india en Natal y Transvaal.
La recesión internacional que siguió a la Primera Guerra Mundial presentó un problema a los dueños de las minas, quienes en su afán de reducir costos comenzaron a contratar a personal semi-experto negro con salarios muchos más bajos que el de los blancos. En 1922 estalló una rebelión de estos trabajadores respaldados por el Partido Comunista de Sudáfrica bajo el "eslogan" Trabajadores del Mundo únanse por una Sudáfrica. La rebelión no tuvo mayores consecuencias, excepto el de ahondar la discriminación racial.
En 1914 se fundó el Partido Nacionalista dirigido por Hertzog y el nacionalismo afrikáner comenzó a tomar mayor fuerza. En 1924 el idioma neerlandés fue sustituido oficialmente por el afrikáans. En 1934 el Partido Nacionalista de Hertzog se unió al más moderado Partido de Sudáfrica de Smut para formar el Partido Unido Nacional Sudafricano. Esto no gustó a algunos miembros del Partido Nacional que decidieron crear el Partido Nacional Purificado que tenía un marcado carácter antibritánico. El Partido Unido se derrumbó cuando Smut tomó las riendas del partido y entre mucha controversia, introdujo a Sudáfrica en la Segunda Guerra Mundial del lado de los aliados.
Tras estallar la Segunda Guerra Mundial, la mayoría de los afrikaners eran hostiles a los británicos y simpatizaban con la Alemania nazi, incluso se formaron milicias con el objetivo de combatir para Alemania durante la Segunda Guerra. Las autoridades británicas toleraron dichas milicias bóer para evitar rispidez con la minoría blanca afrikáner. A pesar de contradecir los intereses británicos durante la guerra mundial, parte de estas milicias serían incorporadas a las fuerzas armadas en 1946 con el objetivo de combatir y perseguir al comunismo y más tarde como fuerza de choque gubernamental durante el apartheid.
El nacionalismo afrikáner, lejos de extinguirse, se intensificó cuando, en 1948, Daniel Francois Malan ascendió al poder con el Partido Nacional Reformado (heredero del Partido Nacional Purificado), el cual se colocó en el centro de la vida política del país. Por otra parte, una agrupación secreta llamada «Afrikaner Broederbond» formada en 1918 organización secreta de membresía exclusiva afrikáner y calvinista en Sudáfrica. Está agrupación se convierte en una fuerza con gran influencia en el Partido Nacionalista.
Durante los años 40, mano de obra negra comenzó a ser importante para la minería y las industrias y la población negra prácticamente se duplicó. Enormes campamentos comenzaron a surgir en los alrededores de Johannesburgo y en otras ciudades. Las condiciones de vida en estos campamentos era deplorable, pero no únicamente para los negros; durante la guerra un estudio reveló que el 40% de los niños blancos sufrían de malnutrición.

## La era delapartheid

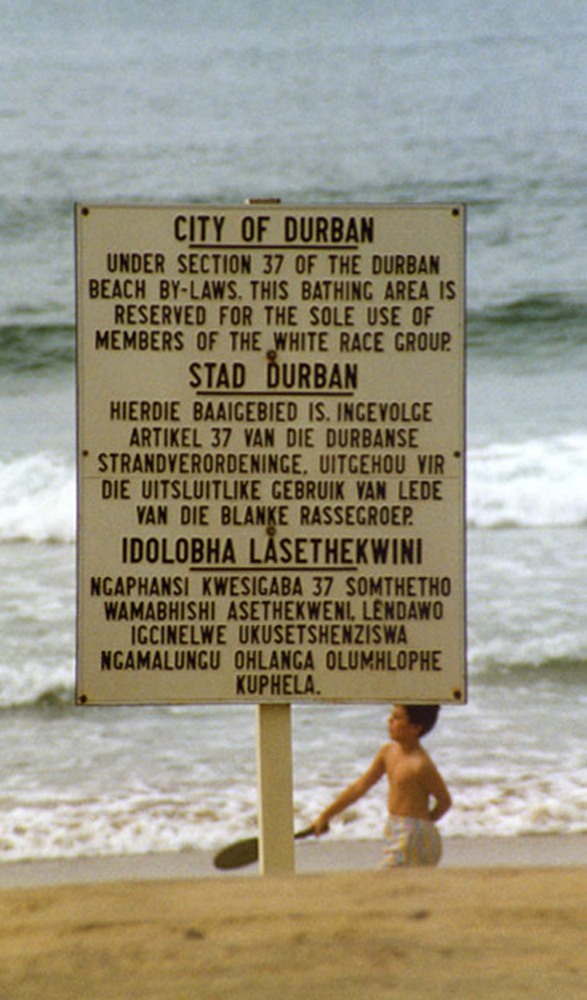
Letrero de aviso en Durban que indica que la playa es solo para blancos según la sección 37 de los estatutos de la playa de Durban

El sistema de segregación racial existente en Sudáfrica por muchos años fue instituido en leyes desde 1948. Algunas de las principales leyes que formaron el marco legal del apartheid se aprobaron y aplicaron en la década de 1950: la Ley de Zonas Agrupadas, la Ley de Prohibición de Matrimonios Mixtos, la Ley de Supresión del Comunismo, la Ley de Asambleas y disturbios, la Ley de Enmienda de la Inmoralidad, la Ley de Registro de Población, la Ley de Reserva de Servicios Separados y docenas de leyes más.
Como tal no era una norma única sino un conjunto de leyes, decretos y otras ordenanzas para mantener separados a los blancos de las demás razas. Durante más de medio siglo el partido Nacional intento establecer un Etnoestado blanco a través del apartheid en Sudáfrica, donde la población nativa fue empujada a áreas conocidas como bantustanes a través de las deportaciones y la segregación racial, con el objetivo de establecer Estados separados a partir de la limpieza étnica aplicada en distintas áreas, la mayor de las cuales se convertiría en un Estado blanco.
El sistema fue creado para seguir marcando la diferencia económica y de derechos por el color de la piel. Entre otras acciones se crearon los bantustanes para poder tratar a los negros como extranjeros y expulsarlos a sus naciones solo nominalmente independientes. En 1950 la leyes de segregación fue complementada con la ley de liberalización del suelo que expulsó a cientos de miles de personas de color de sus pequeñas granjas, transfiriendo alrededor de la mitad de la superficie agrícola a menos de diez mil terratenientes blancos, muchos de ellos ligados al PN.

## Independencia
En 1961 se produce un acontecimiento clave, Sudáfrica se independizó del Reino Unido en 1961, cuando se convirtió en la República de Sudáfrica, tras tres décadas donde la Unión Sudafricana se había convertido en un Estado semiautónomo dentro del Imperio británico. 
En 1960, se realizó un referéndum en el que el 52% de los votantes se pronunció a favor de la independencia. El 31 de mayo de 1961, la Unión Sudafricana se convirtió en la República de Sudáfrica. El gobierno de Sudáfrica continuó legislando bajo el régimen del apartheid, a pesar de la oposición interna y externa. Las sucesivas revueltas en los bantustanes y las intervenciones militares en Angola, Zambia junto a la invasión a Namibia llevaron a un incremento sustancial de la fuerza militar y con ello al aumento del presupuesto bélico que mermó las arcas públicas. El gobierno resultó aislado Dada la aprobación de nueva legislación que restringía severamente los derechos humanos, y por propiciar el terrorismo mediante el financiamiento de guerrillas y grupos armados para desestabilizar al gobierno angoleño y mozambiqueño ambos de izquierda.
Tras la independencia se decreto el estado de emergencia que limitaba los derechos civiles. El país entró en un estado de movilización militar permanente por un lado para reprimir y mantener sometida a la mayoría de población negra - 80 por ciento del país - y por otro lado el gobierno se embarcó en operaciones militares contra los países vecinos. Al año siguiente de la independencia Sudáfrica invade a su vecina Namibia dando comienzo a la Guerra de la frontera de Sudáfrica, entre la policía primero y después las Fuerzas de Defensa de Sudáfrica contra Namibia. La ocupación sudafricana dio una de las guerras más largas del continente. 
En 1962 Sudáfrica  comenzó a financiar a grupos guerrilleros y paramilitares que dieron lugar a la guerra civil de Angola. La política exterior de un país estuvo basada  decisiones de los gobiernos del apartheid que buscaron mediante invasiones expandir el sistema a países vecinos, o luchar contra los movimientos independentistas o socialistas en Beluchalandia, Angola, Mozambique, y Zaire a los que consideraban una amenaza para sus intereses, mediante una compleja interrelación entre factores internos y externos.
Al mismo tiempo, el gobierno de Sudáfrica financió al grupo terrorista RENAMO para tratar de derrocar al gobierno socialista de Mozambique instaurado en 1975, alimentando así una guerra civil en dicha nación, considerando que su gobierno era frontalmente opuesto al apartheid.
En 1953 el régimen de apartheid fue establecido en Namibia, antigua África del Sudoeste Alemana, ocupada por los británicos desde 1917 y posteriormente en 1963 por Sudáfrica, fue esta región y la guerra que se libró en ella, conocida como Guerra de la frontera de Sudáfrica, una de las cuñas que terminaron rompiendo la estructura del apartheid. Desde el conflicto colonial portugués, el régimen de Sudáfrica había dado apoyo a las fuerzas portuguesas en contra de los distintos movimientos independentistas, tras la Revolución de los Claveles en Portugal Angola y Mozambique lograron su independencia.
El sistema duró hasta el periodo de 1990 a 1994, fechas en las que la presión internacional, el aislamiento y el desgaste sufrido en la contienda contra los países del bloque comunista empujaron paulatinamente el desmantelado del sistema. En 1994 se llevaron a cabo las primeras elecciones multirraciales, siendo elegido el Congreso Nacional Africano y su líder el carismático Nelson Mandela.
En los primeros años de la década de 1960 las naciones africanas, árabes y del bloque socialista establecieron duras sanciones económicas contra Sudáfrica por el sistema de apartheid y las violaciones a los derechos humanos. 
En julio de 1973, los gobiernos de Salvador Allende de Chile y Héctor Cámpora de Argentina, pese a las presiones de Estados Unidos se sumaron a las sanciones y boicot al régimen del apartheid como los dos primeros países americanos en rechazar el gobierno de segregación racial, Brasil adoptaría la misma postura en 1977. Con la invasión y ocupación sudafricana a Namibia en 1966 el bloque socialista junto a 46 países africanos - todos menos Marruecos- rompieron relaciones diplomáticas con Sudáfrica. Tras sucesivas votaciones contra la ocupación de Namibia en la ONU, Sudáfrica quedó aislada internacionalmente sólo siendo respaldada por Israel y Estados Unidos.
Para los años 50 la industria sudafricana era la más fuerte incluso por encima de la Argelia francesa, sin embargo, un pequeño número de empresas de propiedad blanca que forman oligopolio y carteles dominan varios sectores de la economía sudafricana, controlando así importantes recursos e influyendo en las políticas económicas en su beneficio.
La competitividad de la agricultura sudafricana, basada en el trabajo cuasi forzoso de millones de agricultores negros desposeídos, que le había dado ventaja en los años 40, comenzó a ser un lastre en los años 50 y 60, cuando otros países agroexportadores ubicados en la misma latitud que Sudáfrica, como Argentina y Australia, crecieron en los mercados internacionales desplazando a Sudáfrica. Durante décadas la agricultura Bóer se baso en la explotación de mano de obra negra barata carente de derechos laborales, la seguridad en este sistema llevó a evitar invertir en nueva tecnología lo que llevó a un atrasó relativo de la agricultura sudafricana que fue rápidamente superada por otros países como Argentina, Australia y Nueva Zelanda que a pesar de tener salarios que quintuplicaban al sudafricano o sextuplicaban a los mismos eran mucho más competitivos en sus precios debido a que habían modernizado su sector primario. Los estados africanos y asiáticos intensificaron su presión para expulsar a Sudáfrica, que finalmente se retiró de la Mancomunidad de naciones en 1957.
Para comienzos de los años 70, Sudáfrica había perdido la mayoría de sus mercados internacionales, dejando de ostentar el título de granero de África y comenzó a importar cereales que hasta hace unos años exportaba. El sector industrial si bien limitado a transformar productos primarios siempre había sido reducido a las ciudades del Cabo y Johannesburgo entró en decadencia debido al uso excesivo de mano de obra negra sin salarios ni derechos laborales que eran más baratos que la mano de obra blanca llevó a la desaparición de la clase media obrera en las ciudades. 
En el campo la liberalización llevó a una concentración de tierras en manos de grandes empresas extranjeras en especial británicas que aprovecharon la  política del gobierno de explotación de mano de obra negra sin salarios a cambio de vales de comida lo que provocó el cierre y quiebra de miles de establecimientos y granjas familiares bóeres, la clase medida rural Bóer había sido la base electoral de los gobiernos del apartheid, pero su rápido empobrecimiento llevó a una disminución en el apoyo al sistema, si bien el descontento no se manifestó en la pérdida del poder sino en la apatía política.
Para mediados de los 70, la economía pasó nuevamente a basarse solamente en la exportación de diamantes y oro como en siglo XIX, la otrora poderosa clase media rural Bóer desaparecía y vendía sus granjas a grandes empresas, migrando masivamente a los cordones de las ciudades en malas condiciones o al exterior, para 1978 el desempleo se había cronificado alrededor del 27 por ciento, la falta de un estado de bienestar en Sudáfrica sumado a que el gobierno había notado por dejar en manos privadas la mayoría de servicios esenciales como la salud y la educación llevaron a decenas de miles de sudafricanos blancos a quedarse sin redes de contención social cayendo en la miseria.
Las minas de oro sudafricanas cada vez más costosas de explotar, llevó a que las compañías mineras se esforzaron por mantener los costos bajos mediante el uso de trabajadores negros para trabajos pesados, que reemplazaron a los mineros blancos creando un clima de resentimiento y desconfianza mutua.
A principios de los años 70, la economía sudafricana inició un largo proceso de declive. Tras la recesión mundial y la crisis de los precios del petróleo, la economía sudafricana entró en un periodo sostenido de crisis y periodos de crecimiento casi nulo, lo que trajo consigo un aumento del desempleo, la inflación minó los salarios, y el régimen del apartheid comenzó a perder apoyo en la clase media blanca cada vez más empobrecida. Las duras condiciones en el sector de minería de oro y diamantes provocaron un fuerte aumento de las huelgas, si bien el continente africano carecía de una clase obrera debido a su falta de industrialización en Sudáfrica comenzaron a aparecer sindicatos blancos ligados a ideas socialistas que fueron brutalmente reprimidos. 
La desigualdad social aumentó rápidamente en el país: entre una elite blanca Bóer dueña de extensos territorios agrícolas y británicos dueños de minas de oro y diamantes vinculados al sector exportador por un lado. Por otro una mayoría de personas negras que constituía casi el 84 por ciento de la población cuyo nivel de vida estaba limitado a la subsistencia debido a las leyes del apartheid que les prohibía poseer comprar o vender propiedades, poseer tierras de cultivo, ser dueños de comercios o incluso recibir salario. 
En medio de ambos extremos se encontraba una minoría blanca Bóer de clase media ligada a la agricultura familiar que se iría empobreciendo por la competencia del trabajo negro forzado en grandes propiedades agrícolas que hundía los precios de los productos agrícolas hasta ser imposible de competir lo que llevó al quiebre de 87.000 granjas agrícolas Bóer en dos décadas. En las ciudades los coloured o mestizos si bien eran segregados respecto a la minoría blanca gozaban de algunos privilegios respecto a la mayoría negra. 
Sumado a los problemas económicos, a mediados de los años 70 estalla la crisis sanitaria del VIH en Sudáfrica, que creció año tras año. Sudáfrica es uno de los países más afectados por el VIH/sida en el mundo, para los 80 tenía el mayor número de casos de VIH/sida en el mundo, sin embargo la enfermedad fue ocultada por el Partido Nacional cuya ideología conservadora y calvinista era contraria a los métodos anticonceptivos. Para el año 2023 la ONU calculaba que alrededor de 5,7 millones de personas en Sudáfrica que vivían con el VIH/sida. 
A inicios de los años 80, una serie de escándalos de corrupción afectarían aún más la imagen del conservador Partido Nacional, entre ellos el escándalo Muldergate, un escándalo político sudafricano relacionado con una campaña de propaganda secreta llevada a cabo por el Departamento de Información del apartheid Muldergate. El escándalo Muldergate, también conocido como el Escándalo de la Información o Infogate, fue un escándalo político sudafricano relacionado con una campaña de propaganda secreta llevada a cabo por el Departamento de Información del apartheid, a través de fondos secretos canalizados desde el presupuesto de defensa, para financiar publicaciones, relaciones con los medios, relaciones públicas, cabildeo y diplomacia para mejorar la imagen del apartheid en el mundo. 
El más ambicioso fue el fondo que se utilizó para fundar un nuevo periódico progubernamental, el Citizen, y en intentos de comprar tanto el Rand Daily Mail como el Washington Star de Estados Unidos. Los proyectos implicaban un monto total de al menos 72 millones de dólares (más de 300 millones de dólares en términos de 2021).
Para los 80, la base electoral del Partido Nacional y por ende del apartheid se había desplazado de agricultores familiares bóeres y pequeños obreros afrikáners -ahora empobrecidos- a los comerciantes del Cabo de ascendencia británica- tradicionalmente más liberales- y los trabajadores de cuello blanco que gerenciaban las explotaciones de diamante y oro.

En los años 80 sudafricana intervino en varios países entre ellos primero en  Namibia mediante una invasión y luego mediante el grupo paramilitar Koevoet (palanca en afrikáans), una unidad policial paramilitar creada por el régimen del apartheid sudafricano para sostener al régimen, la Koevoet cometió numerosas violaciones de los derechos humanos, especialmente ejecuciones extrajudiciales y asesinatosA mediados de los 80 actuaría en actividades de desestabilización de países vecinos junto a actos de terrorismo y tres intentos de magnicidio financiados por la minoría blanca a través de asociaciones de granjeros blancos que actuaban como pantalla para canalizar fondos sudafricanos en actividades de desestabilización atentados contra el gobierno de mayoría negra
El declive económico de la décadas de 1970 a 1990 a causa de la crisis de la deuda externa de Sudáfrica llevó al país a la bancarrota. En 1985, el gobierno conservador de Pieter Willem Botha respondió a la crisis con un fuerte programa de austeridad, recorte de inversión pública, privatizaciones a imitación del modelo de Margaret Tatcher que le valió el apodo de 'die groot krokodil' que agravó la situación social, en agosto declara una moratoria de todos los pagos de la deuda a corto plazo hundiendo a millones de sudafricanos en la pobreza; a pesar de ello promovió una ambiciosa política exterior, desarrollando un programa secreto de armas nucleares en colaboración con Israel que freno las arcas públicas junto a la guerra de ocupación sudafricana de Namibia, el estilo autoritario de liderazgo de Botha lo hizo bastante impopular en muchos países occidentales. Su gobierno cada vez más autoritario, la formación de milicias paraestatales y el asesinato de activistas incluso blancos hizo perder las riendas de su gobierno.
Botha había logrado la aprobación parlamentaria de varias leyes estrictas que limitaban la libertad de expresión y, por lo tanto, suprimían las críticas a las decisiones gubernamentales. Los estados de excepción se hicieron frecuentes, incluyendo ejecuciones extrajudiciales durante disturbios o a manos de fuerzas especiales, como la masacre de Koevoet. El recrudecimiento del racismo y el autoritarismo de Botha llevaron a Sudáfrica a perder sus últimos aliados. 
En septiembre de 1985, la Comunidad Económica Europea impuso a Sudáfrica una serie de sanciones comerciales y financieras muy limitadas, y los países de la Commonwealth adoptaron medidas similares en octubre de ese mismo año. La CEE prohibió las importaciones de hierro, acero, diamantes y oro, así como las nuevas inversiones en Sudáfrica. Japón aprobó sanciones similares poco después- cabe recordar que el bloque socialista y los 47 países de la Unión Africana ya habían roto relaciones una década atrás. Aislado internacionalmente el régimen parecía caer. En los 80 Israel buscó profundizar sus relaciones diplomáticas con Sudáfrica durante las siguientes décadas. Israel no participó de las sanciones internacionales impuestas a la Sudáfrica del apartheid por la comunidad internacional. 
El incidente Vela del 22 de septiembre de 1979 en el territorio de Sudáfrica, en las  Islas del Príncipe Eduardo origen nuclear una prueba nuclear conjunta de Sudáfrica e Israel dejó en claro que el país habían desarrollando en secreto armas nucleares con ayuda de Tel Aviv, tras ello catorce países latinoamericanos y caribeños se sumaron a las sanciones contra el régimen sudafricano. Para mediados de los 70 y fines de esa década, la opinión pública en varios países condenó el apartheid, las empresas extranjeras que hacían negocios en Sudáfrica experimentaron sin duda presiones en sus países de origen para desinvertir.
Durante los 80 en las Naciones Unidas, el gobierno estadounidense de Ronald Reagan, junto al gobierno conservador de Margaret Tatcher de Gran Bretaña, utilizaron su derecho de veto en el Consejo de Seguridad en cuatro ocasiones durante este periodo para impedir que se impusieran sanciones económicas al gobierno de Sudáfrica. Sudáfrica desarrolló amplias medidas para eludir las sanciones ayudado por el gobierno israelí.
El Congreso estadounidense aprobó la Ley Integral Antiapartheid en 1986, siendo uno de los últimos países en hacerlo. El Presidente Ronald Reagan vetó la ley, pero su veto fue anulado tras el voto de los senadores demócratas y parte de republicanos moderados. Para fines de los 80, el gobierno del apartheid había entrado en una crisis terminal, el país estaba al borde del colapso económico y sanitario, aislado internacionalmente, la agricultura sufría un fuerte atrasó para 1988 producía lo mismo que en 1923, el país dependía de la importación de alimentos de otros países y su economía se había vuelto dependiente de  solo dos sectores la exportación de oro y diamantes, la infraestructura colapsaba debido a la falta de mantenimiento, los ferrocarriles habían sido desmantelados, las carreteras presentaban un importante deterioro, es asfalto de los caminos se limitaba a alrededor de las grandes ciudades, el programa de energía nuclear había fracasado dejando al Estado una abultada deuda externa y el país padecía constantes apagones, ya que la energía dependía de viejas centrales de carbón con más de un siglo de existencia.
El país había caído en la bancarrota en 1984 y en un default financiero en 1985 bajo el régimen de Botha, a eso se sumaba la crisis sanitaria, sin un sistema público de atención sanitaria más de tres millones de personas enfermas de HIV no contaban con medicamentos esparciendo a un más la enfermedad, en 1987 en total aislamiento internacional Margaret Tatcher acude al rescate del régimen sudafricano con un préstamo de 4.700 millones de libras esterlinas que causó protestas en Gran Bretaña al destinar dinero del erario público en medio de recortes al Nacional Health Service para mantener lo que la mayoría de la opinión pública británica consideraba un régimen racista; sin embargo, el préstamo no solucionó los problemas fiscales, ya que fue destinado en su totalidad a mantener la guerra contra Angola y la compra de armas para mantener la ocupación de Namibia, con la activación de las mociones de censura a Tatcher en el verano austral, vista como la última aliada del régimen Sudafricano del apartheid y en medio de la mayor crisis económica de la historia Botha dimite en agosto de 1989.
El 15 de agosto de 1989 asume el poder Frederik Willem de Klerk también del Partido Nacional, después de convertirse en presidente interino del Estado, los líderes de la ANC se manifestaron en su contra, creyendo que no sería diferente de sus predecesores.
De Klerk era partidario de un apartheid más moderado y de algunas reformas democráticas pronto cambio de rumbo al evaluar que el país estaba al borde de una guerra civil, el sistema apartheid hacia agua, la economía había colapsado y el país se encontraba aislado internacionalmente. Solo el desmantelamiento inmediato del apartheid podía llevar al levantamiento de las sanciones internacionales y a evitar una guerra civil. 
En paralelo se produjeron masivas marchas de protesta en Grahamstown, Johannesburgo, Pretoria y Durban
Tras unos meses de indecisión rompe con la vieja guardia del partido en 1990. Durante el verano de 1990 autorizó la continuación conversaciones secretas en Ginebra entre su Servicio de Inteligencia Nacional y dos líderes exiliados del CNA, Thabo Mbeki y Jacob Zuma vistos como héroes de la lucha contra el racismo.
En 1990 otorga prisión domiciliaria a Nelson Mandela. Campañas internacionales abogaron por su liberación, y fue excarcelado el 11 de febrero de 1990, Nelson Mandela símbolo de la lucha contra la opresión y el apartheid era puesto en libertad tras pasar 27 años en prisión. Conforme lo pactado con Mandela se presentó planes para reformas radicales del sistema político, varios partidos políticos prohibidos, incluidos el CNA y el Partido Comunista de Sudáfrica, serían legalizados, y por primera vez en la historia se realizarían elecciones libres.
La apertura fue recibida negativamente por algunos de la derecha blanca, incluido el Partido Conservador, que creían que De Klerk estaba traicionando a la población blanca, el repentina crecimiento de los conservadores y otros grupos de  extrema derecha blanca se organizaron en grupos armados para frenar los cambios, destacando el grupo terrorista Movimiento de Resistencia Afrikáner (Afrikaner Weerstandsbeweging - AWB), al comienzo como una sociedad secreta.consideraba el fin del régimen del apartheid como una rendición ante el comunismo, y amenazó con una guerra civil abierta si el presidente Frederik de Klerk cedía parte de su poder a Nelson Mandela y al Congreso Nacional Africano (CNA). Cuando en 1991 De Klerk acudió a una reunión con Terre'Blanche en su residencia en Ventersdorp, Terre'Blanche lideró la protesta y los disturbios entre la policía y simpatizantes del AWB conocidos como la batalla de Ventersdorp; la batalla tuvo como saldo varios muertos. Partido Conservador como el General retirado de la Fuerza Defensa Sudafricana Constand Viljoen, junto con el sindicato blanco Solidarity inspirado en el sindicato polaco de idéntico nombre y con la recién creada asociación Afriforum  y otras asociaciones civiles que representaban a la minoría blanca comenzaron a planear un golpe de Estado para derrocar a De Klerk y evitar las elecciones libres previstas para el año siguiente. 
En 1993 la oposición al fin del apartheid se encontraba la AWB, una milicia afrikáner de modelo muy semejante al NSDAP alemán, cuyo jefe el terrorista Eugène Terre Blanche, prometió a los afrikáneres que podrían derribar el gobierno de De Klerk si conseguían quebrar su voluntad de continuar con el proceso, y propuso hacer una campaña de desgaste político contra el gobierno. Sin embargo el referéndum que dio inicio al apartheid en 1992, llevó a muchos líderes opuestos a la igualdad racial a desaparecer de la escena pública, en los 90 surgieron grupos armados extremistas dentro de la comunidad blanca y grupos de milicias armadas separatistas. Tras el apartheid los blancos han formado el grueso electoral del NNP (Nuevo Partido Nacional) heredero del antiguo partido que instaló el apartheid y de la DA (Alianza Democrática) de centro derecha que en los último años viro a posiciones racistas.
En 1993, en un intento por frustrar el proceso de negociación entre el gobierno y el CNA, Terre Blanche encabezó ante la pasividad policial la invasión del World Trade Centre de Kempton Park con alrededor de mil milicianos envueltos en la bandera de Gadsden con el objetivo de dar un golpe de Estado y tomar como prisionero a De Klerk y asesinar a Mandela mientras se celebraban las reuniones entre ellos.
aboliendo la prohibición del Congreso Nacional Africano y otras organizaciones políticas de izquierdas, y liberando a Nelson Mandela después de veintisiete años en prisión. Para la entrega del poder a la mayoría negra se llevaron a cabo negociaciones que incluían el mantenimiento del sistema económico preexistente, la ley de reconciliación y el desmantelamiento del programa nuclear de Sudáfrica para que los africanos no dispusieran de la bomba atómica. La legislación del apartheid fue gradualmente sustituida de los textos estatutarios.
En medio de una convulsión social en Sudáfrica rápidamente Mandela intervino en las negociaciones políticas con Frederik de Klerk para abolir el apartheid y establecer las elecciones generales de 1994, se llevaron a cabo las primeras elecciones multirraciales en 1994. El Congreso Nacional Africano (ANC) las ganó tras un triunfo arrasador logrando con una gran mayoría de los escaños y desde entonces se ha mantenido en el poder.
A los problemas económicos y el aislamiento internacional se sumó en los 80 la crisis sanitaria a causa del VIH/sida. El primer caso de VIH reportado en Esuatini se registró en 1977 en el periódico Times of South Africa. La propagación del VIH en las décadas de 1980 y 1990 coincidió con el aumento de trabajadores migrantes en las minas del centro del país. Inicialmente la pandemia de Sida fue ocultada por las autoridades en los 80, para inicios de los 90 ya existían más de tres millones de infectados estimados. Recién en 1995 con el cambio de gobierno se admitiría la existencia de la enfermedad y comenzarían los planes para proveer antirretrovirales a la población.

## Postapartheid

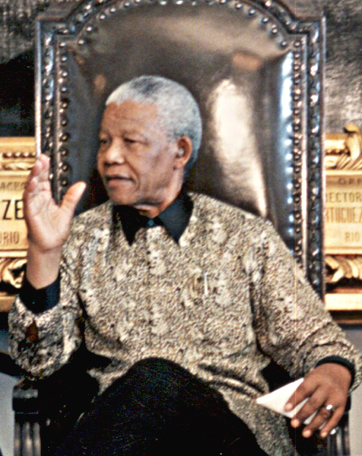
Nelson Mandela

### Transición a la democracia
Las primeras elecciones libres celebradas en Sudáfrica mediante sufragio universal tuvieron lugar del 26 al 28 de octubre. El 28 de abril de 1994 se habilitó a 23 millones de ciudadanos para elegir a los miembros del parlamento y a los nueve consejos provinciales. 
Después de las primeras elecciones libres elecciones de 1994 se estableció la Comisión para la Verdad y la Reconciliación (1994-1999) con la finalidad de sacar a la luz pública los crímenes cometidos durante el apartheid. Tras décadas de apartheid el gobierno de Nelson Mandela heredó un país con fuerte desigualdad económica y un servicio público que funcionaba muy diferente en comunidades donde dependía si la población era de mayoría blanca o negra.
Con una población de 40 millones de habitantes, alrededor de 23 millones carecían de electricidad o servicios de salud pública; 12 millones no tenían agua potable; y dos millones de niños no asistían a la escuela en una sociedad donde el tercio de la población era analfabeta. Había 33% de desempleo, la mitad de ella población vivía bajo la línea de pobreza y el HIV se cobraba mieles de vidas. Los fondos estatales estaban al borde de la bancarrota, con gran parte del presupuesto gastado en el pago de la deuda externa.
La comisión de la verdad estaba encabezada por el arzobispo Desmond Tutu, quien había establecido como lema de la comisión que "Sin perdón no hay futuro, pero sin confesión no puede haber perdón". Muchas historias de brutalidad e injusticia fueron narradas a esta comisión, ofreciendo catarsis a la gente y las comunidades de las que se abusaron en el pasado.
La comisión trabajaba sobre la base que la víctima explicara lo sucedido y los perpetradores confesaran su culpa, con amnistía concedida a quien hiciera una confesión total. A aquellos que optaran por no acudir a estas audiencias se los enjuiciaría y castigaría si las denuncias eran probadas. Si bien algunos policías, militares y ciudadanos confesaron sus crímenes, pocos de los que dieron las órdenes para que estos crímenes se cometieran se presentaron a las audiencias. P. W. Botha fue uno de los que no se presentó y murió sin ser enjuiciado.
El fin del apartheid en 1994, producto de un acuerdo negociado transfirió el poder político a los negros y mantuvo intactas la estructura económica, perpetuando el sistema económico del apartheid. La economía del país  se centra en la exportación de oro y diamantes (mercados que domina). En 1994 la ciudadanía da la bienvenida bandera nacional de la República de Sudáfrica fue adoptado el 27 de abril de 1994, después del fin del apartheid, para reemplazar la anterior bandera nacional, que era vista por muchos como símbolo del antiguo régimen más que del país, la nueva bandera pasó a ser el símbolo del país del arcoíris donde todas las razas podían convivir en armonía. 
A principios de los noventa, previendo el fin del apartheid, se formaron grupos nacionalistas blancos de derecha y de organizaciones fundamentalistas religiosas calvinistas blancas. Poco después de las primeras elecciones democráticas de la historia en el 94, comenzaron a aparecer organizaciones terroristas blancas que ejecutaron sus planes con distintos niveles de éxito. En el marco preelectoral explotaron ocho bombas en Soweto, el municipio más grande de Sudáfrica. Siete de las explosiones destruyeron las líneas de ferrocarril de cercanías que atravesaban el municipio
Durante los últimos meses del apartheid una parte de la comunidad blanca se volcó a grupos terroristas y movimientos armados. En agosto de 1990 unos 2000 seguidores del Movimiento de Resistencia Afrikáner (AWB), armados con rifles de caza y pistolas, intentaron  situar y ocupar el ayuntamiento de Ventersdorp por la fuerza con el fin de forzar al presidente Frederik de Klerk a revertir el llamado a elecciones libres. Tras no poder forzar la entrada comenzaron a dispararle a la policía.Comenzando el Con la caída del apartheid se formaron algunos grupos armados afrikaneers como Die Boeremag (Fuerza Bóer) y Movimiento de Resistencia Afrikáner que realizaron actos de terorrismo y sabotaje contra el gobierno de mayoría negra.
Desde la transición de Sudáfrica a la democracia en 1994, las amenazas terroristas más graves han emanado de grupos nacionalistas blancos de derecha y de organizaciones fundamentalistas religiosas cristianas blancas de tipo calvinista.
Poco después de las elecciones democráticas de 1994, comenzaron a aparecer organizaciones terroristas blancas que ejecutaron sus planes con distintos niveles de éxito; algunas se originaron en grupos de los años 1980 y principios de los años 1990 que habían intentado sin éxito impedir la transformación del país hacia la democracia.
El 30 de octubre de 2002, ocho bombas explotaron en Soweto, el municipio más grande de Sudáfrica y símbolo de la lucha de la población negra contra el apartheid. Siete de las explosiones destruyeron las líneas ferroviarias de cercanías que atraviesan el municipio, causando que se vieran afectados más de 200.000 pasajeros. La octava, el movimiento supremacista blanco 'Die Boeremag' se atribuyó la autoría
Otros atentados fueron realizados por el Movimiento de Resistencia Afrikáner, fundado en 1973 por el conocido supremacista blanco Eugene Terre' Blanche, que sigue activo en la actualidad y cuenta con más de 5000 miembros. En 2010, miembros del grupo fueron arrestados por planes de atacar barrios negros, así como a visitantes y jugadores extranjeros que viajaban al país para la Copa Mundial de la FIFA 2010.
En 2022, el pastor calvinista Harry Knoesen de Middelburg fue declarado culpable de conspirar para asesinar a miles de sudafricanos negros y derrocar al gobierno con el fin de "reclamar Sudáfrica para la gente blanca". El grupo de Knoesen, el Movimiento Nacional de Resistencia Cristiana, grupo Bóer de extrema derecha había planeado atacar a las comunidades negras contaminando su suministro de agua, con el fin de desatar una guerra civil.
Poco después de las primeras elecciones democráticas de la historia de 1994, comenzaron a aparecer organizaciones terroristas blancas que ejecutaron sus planes con distintos niveles de éxito; algunas se originaron en grupos de los años 1980 y principios de los años 1990 que habían intentado sin éxito impedir la transformación del país hacia la democracia.
En 1999 Sudáfrica tuvo sus segundas elecciones libres. En 1997 Mandela pasó la dirigencia del Partido del Congreso Africano a su segundo, Thabo Mbeki. Las elecciones fueron un éxito para el Partido al cual le falto un solo curul para tener la mayoría cualificada de dos tercios de la Asamblea, lo cual le hubiera permitido cambiar la constitución. 
El Partido Nacionalista de radicales blancos perdió dos tercios de sus curules. El Partido Democrático formado por blancos surgió como una nueva fuerza. Si bien Mbeki no tiene el arrastre y la simpatía que tiene Mandela, ha probado ser un político sagaz. En 2003 logró una mayoría de las dos terceras partes en el parlamento, dándole la oportunidad de hacer cambios a la constitución.
Durante los 90 y principios de los años 2000 el país sufrió la presencia de grupos armados afrikáneres como Die Boeremag (Fuerza Bóer) y Movimiento de Resistencia Afrikáner que realizaron actos de terrorismo y sabotaje contra el gobierno de mayoría negra, entre ellos Seis miembros de AWB fueron condenados por el asesinato de cuatro personas negras en una barricada falsa que instalaron para aterrorizar a los viajeros negros.
En el año 2010, previo a la copa mundial de fútbol que se celebraba en el país la policía sudafricana detuvo a siete terroristas blancos que planeaban atentar indiscriminadamente es los township, guetos de personas de color pobres. El plan era hacer coincidir las bombas con la llegada masiva de periodistas por el Mundial de Fútbol. En 2004, el director John Boorman pone de manifiesto esta Comisión para la Reconciliación y la Verdad en la película In My Country protagonizada por Samuel L. Jackson y Juliette Binoche. Ese mismo año con el impulso del presidente, Thabo Mbeki dio autorización para llevar al Parlamento la ley de matrimonio homosexual aprobada con los votos del AnC y el partido comunista y la oposición de la AD.
Uno de los mayores problemas del país es la delincuencia (aunque ha descendido ligeramente), en el de controlar el sida y en una reforma agraria para aliviar tensión social y diferencias raciales.

### Años 2000
Tras el primer y segundo gobierno de Mandela donde se alcanzó la unificación del país, el completo desmantelamiento del apartheid y el levantamiento de las sanciones  internacionales. En 1998 se celebraron nuevas elecciones que llevaron a Thabo Mvuyelwa Mbeki, militante del Partido Comunista de Sudáfrica y máster en Economía de la Universidad de Sussex, a convertirse en el segundo presidente de Sudáfrica. 
Mbeki, durante la época del apartheid, fue prisionero y debió pasar varios años de exilio en el Reino Unido, regresando a su país luego de la liberación de Nelson Mandela. Ha liderado la creación del programa económico NEPAD y de la Unión Africana y ha tenido gran influencia en las negociaciones de paz en Ruanda, Burundi y la República Democrática del Congo. Ha sido una de los abanderados en la difusión del Renacimiento Africano.
Al año 2000 Sudáfrica era el país que encabeza la lista de asesinatos en el mundo, reportándose en 2002, 114,8 asesinatos por 100.000 habitantes. En 2004 se publicó estadísticas que indicaba que la tasa de criminalidad estaba bajando.  Esta reforma consiste en la devolución de los blancos de sus tierras a los negros a los cuales se las arrebataron. Sin embargo el tema parece no avanzar y menos del 10% de las tierras han sido devueltas y el Gobierno ha decidido obligar a vender las tierras por un precio razonable.
A comienzos de la primera década del 2000 Sudáfrica padeció un creciente terrorismo de grupos blancos extremistas entre ellos el más activo Boeremag (o "Poder Bóer") una organización terrorista supremacista blanca de extrema derecha con fines separatistas blancos . Los Boeremag buscaban a través de atentados a civiles el  derrocamiento del gobierno del Congreso Nacional Africano y el restablecimiento de una nueva república administrada por los bóeres. El grupo Bóer fue responsable de los atentados de Soweto de 2002. Tras una investigación judicial fueron arrestaron a veintiséis hombres, miembros del Boeremag, en noviembre y diciembre de 2002, incautando, más de 1.000 kilogramos de explosivos en el proceso.
A finales de octubre de 2013, Mike du Toit, cabecilla de un complot para asesinar a Nelson Mandela y expulsar a la población negra de Sudáfrica, fue declarado culpable y condenado a 35 años de prisión.
Las principales inversiones, cubiertas principalmente por el superávit impositivo, corresponden a la infraestructura de transporte y la reducción de las cifras de criminalidad. Así, se destinaron originalmente más de 8400 millones de rand (aproximadamente, 1100 millones de dólares) a la remodelación y construcción de los estadios mundialistas, cuyas obras se iniciaron en enero de 2007 tras la demolición de antiguos recintos. La cifra, sin embargo, era equivalente a 3,5 veces lo presupuestado durante la presentación de la candidatura.

### Disturbios civiles de 2021
En julio de 2021 se registraron disturbios civiles en las provincias sudafricanas de KwaZulu-Natal y Gauteng, tras el encarcelamiento del expresidente Jacob Zuma por desacato al tribunal. Las protestas derivaron en saqueos, actos de vandalismo y bloqueos de carreteras, lo que provocó una grave crisis de seguridad y afectó significativamente la economía local.

## Años recientes
A raíz de la crisis internacional de 2020 surgieron protestas contra el  desencadenaron disturbios y saqueos, exacerbados  por los problemas económicos empeorados por la pandemia de COVID-19.The Economist lo calificó como la peor violencia que había experimentado Sudáfrica desde el fin del apartheid. Se movilizaron autoridades policiales y militares para sofocar los disturbios. finalmente la Corte Suprema otorgó la libertad a Zuma considerando que el tribunal se había excedido en sus medidas.

## Actualidad
Si bien a partir de la caída del apartheid Sudáfrica alcanzó la libertad y la democracia la segregación se mantuvo de forma no oficial. La población de Sudáfrica creció cerca de un 20% entre 2011 y 2022, de 51,7 millones de personas a 62 millones, en el mayor aumento poblacional interanual del país desde 1996, según el censo de 2022 el 81,4% de la población Sudáfrica es negra, mientras que los coloured (mestizos) representan la primera minoría con el 8,5% del total de población sudafricana, aunque su peso relativo en la población total ha ido descendiendo desde fines del siglo XX.
Por otro lado la población blanca constituye la segunda minoría del país, compuesta por 4.539.289 personas acuerdo a datos del año 2024, representa el 7.19% de la población total del país, con una reducción del número relativo principalmente debido a la emigración al exterior de población blanca y su baja tasa de natalidad.
El país está actualmente bajo control de la mayoría negra, la cual constituye el 82% de la población. A pesar de la eliminación del apartheid, millones de sudafricanos negros continúan viviendo en la miseria y la tasa de desempleo oficial ronda en el 40%. De todas formas se han llevado a cabo cambios legislativos bajo los auspicios del BEE (Black Economic Empowerment), ayudando a nivelar las condiciones de vida de los grupos raciales del país, situación provocada a causa de décadas de dominio económico desproporcionado por parte de la minoría blanca. 
La tasa de asesinatos en Sudáfrica es muy alta, con un total de 315.000 asesinatos desde 1994, de los cuales se estima que 60.000 son víctimas blancas y buena parte de los asesinados de raza negra son inmigrantes zulúes.